# Melody A.M.
Melody A.M. is het debuutalbum van het Noorse duo Röyksopp, uitgebracht in december 2001.
Naast de reguliere editie zijn ook versies uitgebracht met een bonus-cd. De dubbel-cd in beperkte oplage die in Nederland verscheen, heeft naast de standaard-cd ook een multimedia-cd met de videoclips van de singles 'Eple', 'Poor Leno' en 'Remind Me'. Verder staan er enkele remixes op, waaronder een van Jakatta.
In de Verenigde Staten en Frankrijk verschenen eveneens dubbel-cd-edities van het album.
In 2017 werd een exemplaar van het album verkocht voor € 8728.

## Tracklist
1. "So Easy" – 4:09
2. "Eple" – 3:36
3. "Sparks" – 5:25
4. "In Space" – 3:30
5. "Poor Leno" – 3:57
6. "A Higher Place" – 4:31
7. "Röyksopp's Night Out" – 7:30
8. "Remind Me" – 3:39
9. "She's So" – 5:23
10. "40 Years Back/Come" – 4:45